# Spar
Pour la plate-forme semi-submersible, voir SPAR (plate-forme).
Spar est une enseigne néerlandaise de grande distribution à prédominance alimentaire.
L'enseigne Spar est généralement concédée par pays à un franchiseur qui s'occupe de l'approvisionnement des commerces franchisés. En 2024, le groupe compte 13,900 magasins dans 48 pays.

## Étymologie
SPAR (anciennement De Spar) est l'acronyme d'une phrase néerlandaise : « Door eendrachtig samenwerken profiteren allen regelmatig. » Ce qui signifie littéralement « En coopérant harmonieusement, tout le monde profite régulièrement ». Le nom évoque en même temps le verbe néerlandais sparen, qui signifie « économiser ». Par ailleurs, Spar signifiant « sapin » en néerlandais, le logo était tout trouvé.

## Historique
C'est en 1932, aux Pays-Bas, durant la Grande Dépression, sous l'impulsion d'un épicier, Adriaan van Well (nl) que naît De Spar, une coopérative de treize grossistes qui prend le nom simplifié de Spar en 1940.
Après la Seconde Guerre mondiale, le réseau Spar s'étend aux grossistes des pays voisins et commence à occuper une position internationale marquée. En 1950, Spar crée sa marque de distributeur, et en 1953, Spar international est créé pour développer l'enseigne à l'étranger.
En 1955, Spar s'installe en France et en 1960, Spar ouvre ses premiers magasins en Afrique du Sud.
À partir de 1970, Spar lance les hypermarchés Interspar et les supermarchés Eurospar puis vers 1990 les magasins de proximité Spar Express.
En 1989, après la chute du mur de Berlin, Spar se développe dans les anciens pays communistes.
En 1990, Spar France est acheté par Médis.
En 1995, le groupe Casino rachète Médis et ses filiales, et l'année suivante la marque Spar devient le nom des magasins de proximité du groupe.
En 1997, Intermarché devient le premier actionnaire du groupe Spar Handels AG, 4eme en Allemagne.
En 2003, Colruyt Group rachète les Spar Belgium pour 950 000 000 euros, ce qui représente 350 magasins.

## Implantation

Implantation mondiale de Spar.

En 2024, le groupe compte 13,900 magasins dans 48 pays.

### Concessions en Europe
- En France, SPAR est une enseigne du groupe Casino[7]. En 2015, Spar compte 937 magasins en France[3].
- Le groupe Colruyt et le groupe Lambrechts sont les concessionnaires de l'enseigne Spar sur le territoire belge. Colruyt est le franchiseur de trois concepts : Eurospar, magasin de distribution alimentaire de 750 m2 et plus, Spar, magasin de distribution alimentaire de minimum 250 m2 et, en 2014, Spar Express[8], point de vente de petite surface (moins de 250 m2) équivalente souvent à celle d'une station-service. On peut entre autres retrouver des Spar Express dans des gares ou des zones piétonnières ; par exemple en gare d'Anvers-Central ou à Louvain-la-Neuve. En Belgique, il y a plus de 350 points de vente.
- En Allemagne, c'est Edeka qui en est le concessionnaire.

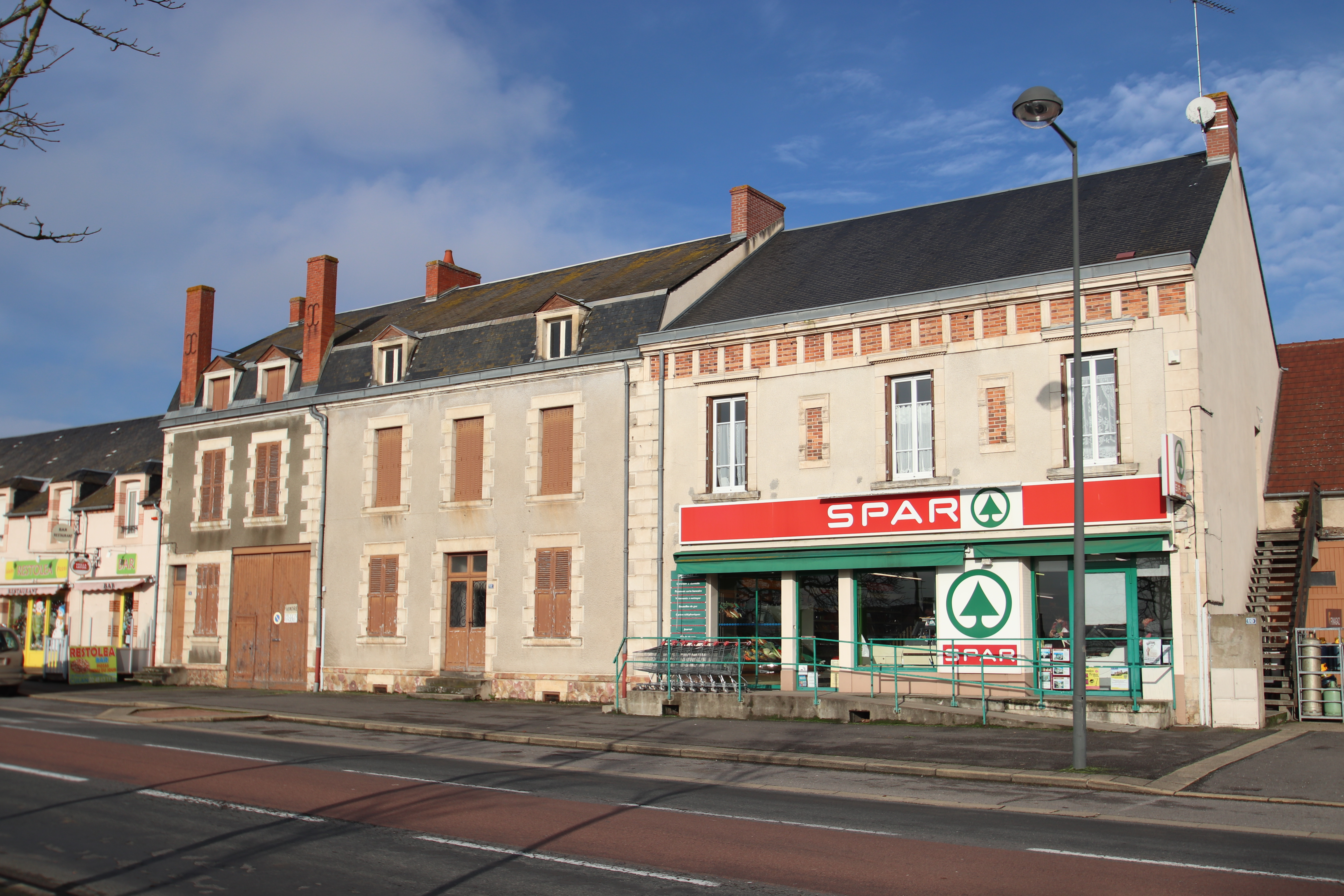
Magasin Spar à Culan (France).
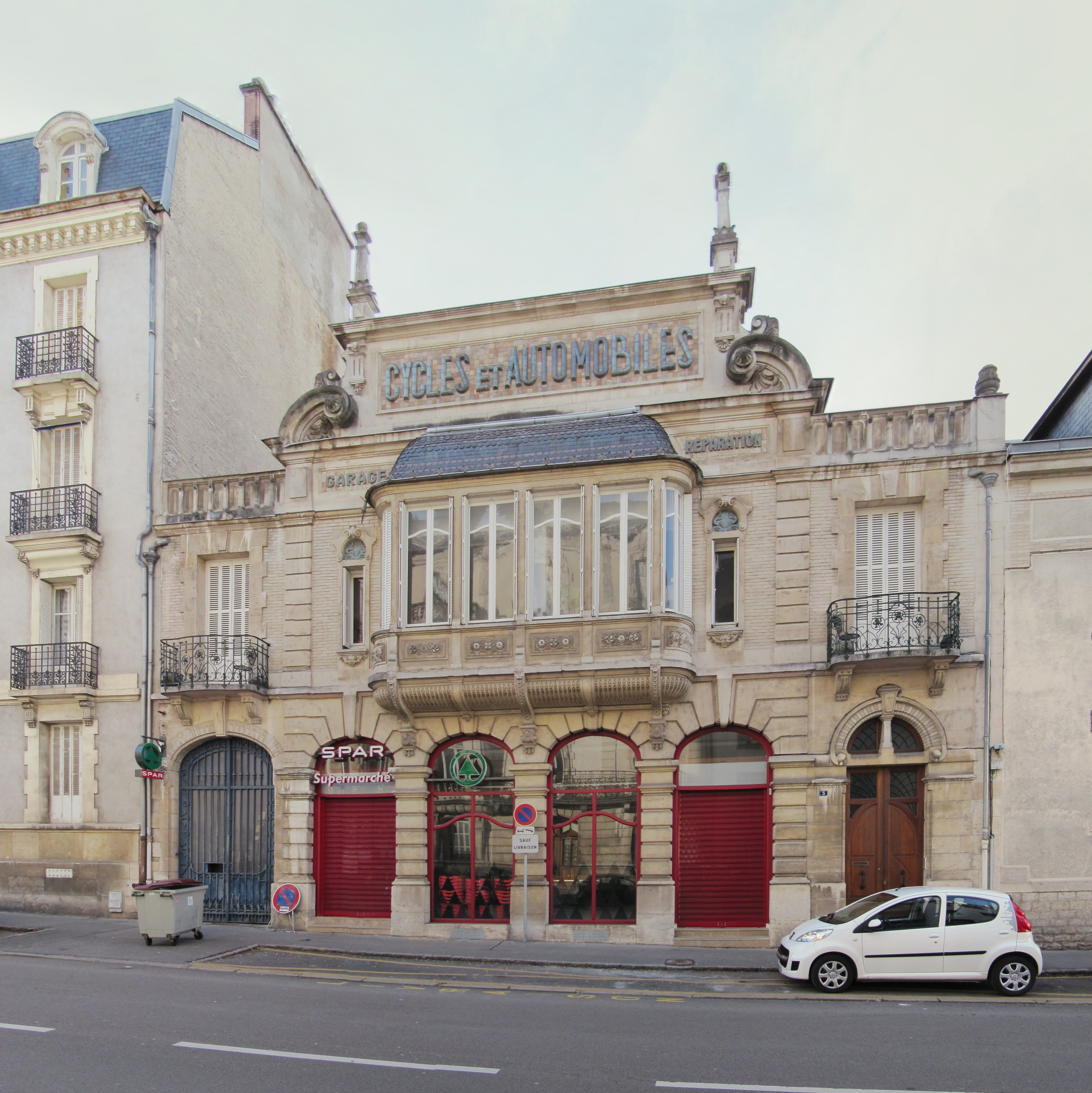
Magasin Spar à Dijon (France).
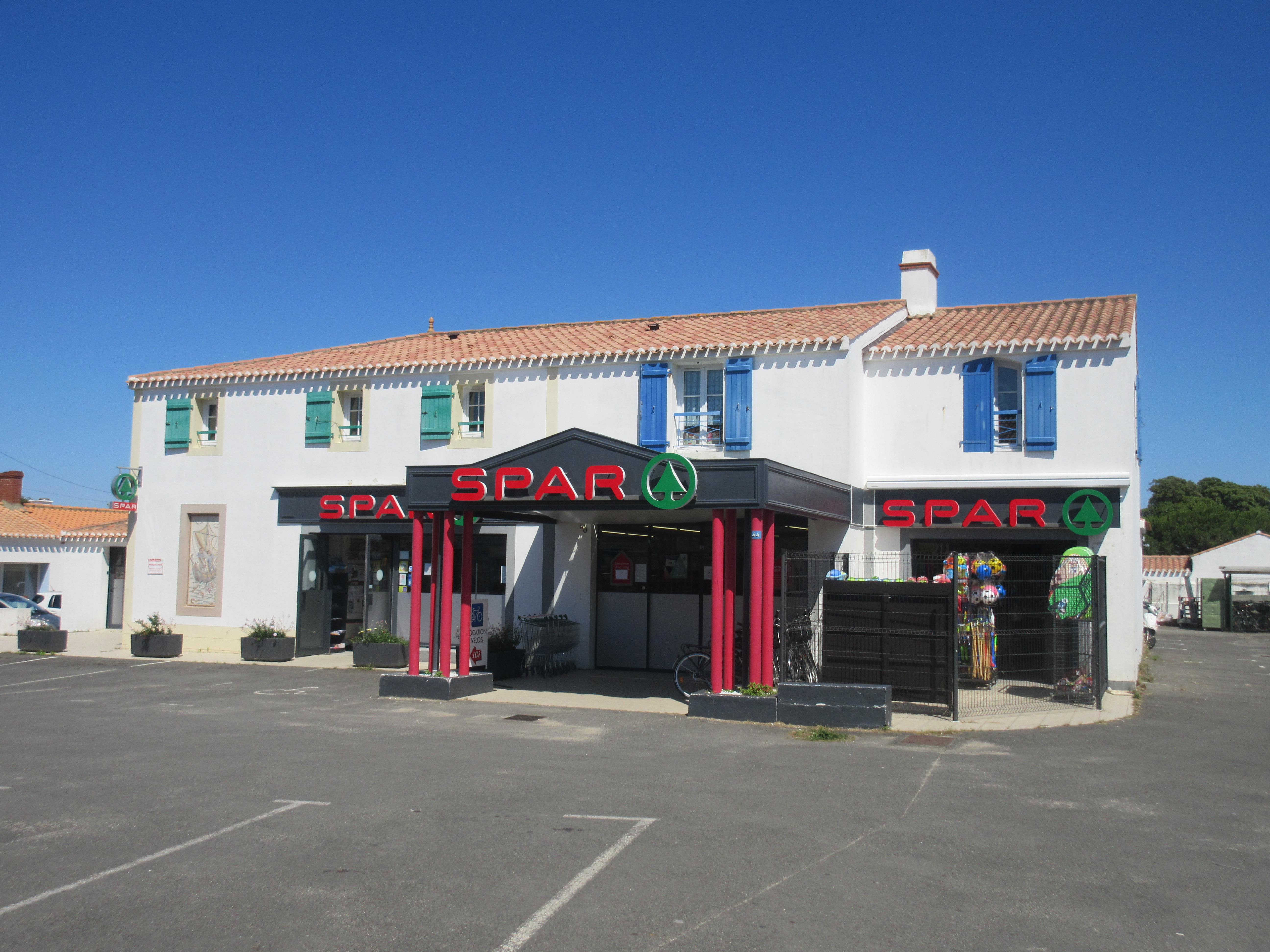
Magasin Spar dans le village de Le Vieil, commune de Noirmoutier-en-l'Île (France).
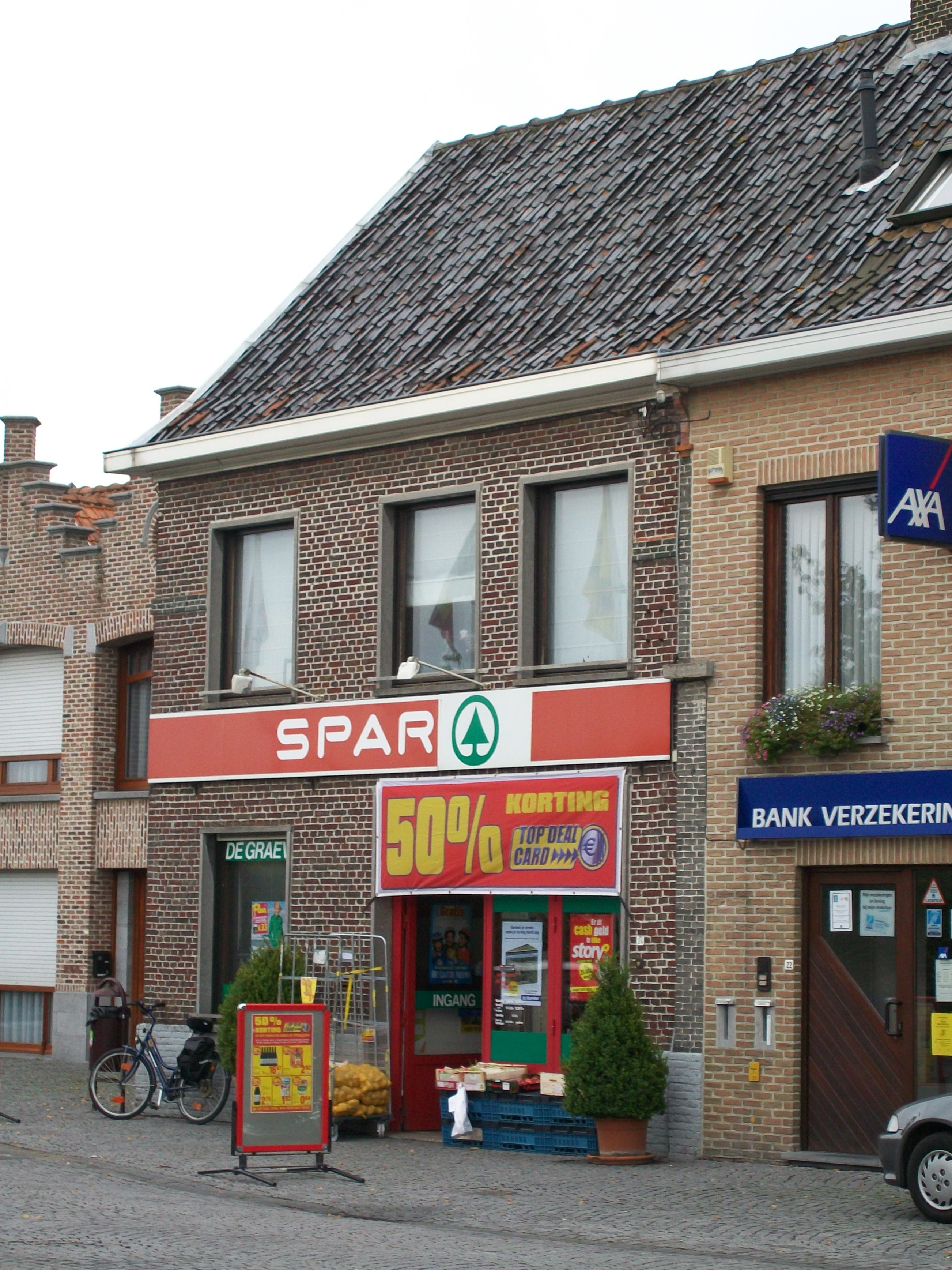
Magasin Spar à Aalter (Belgique).
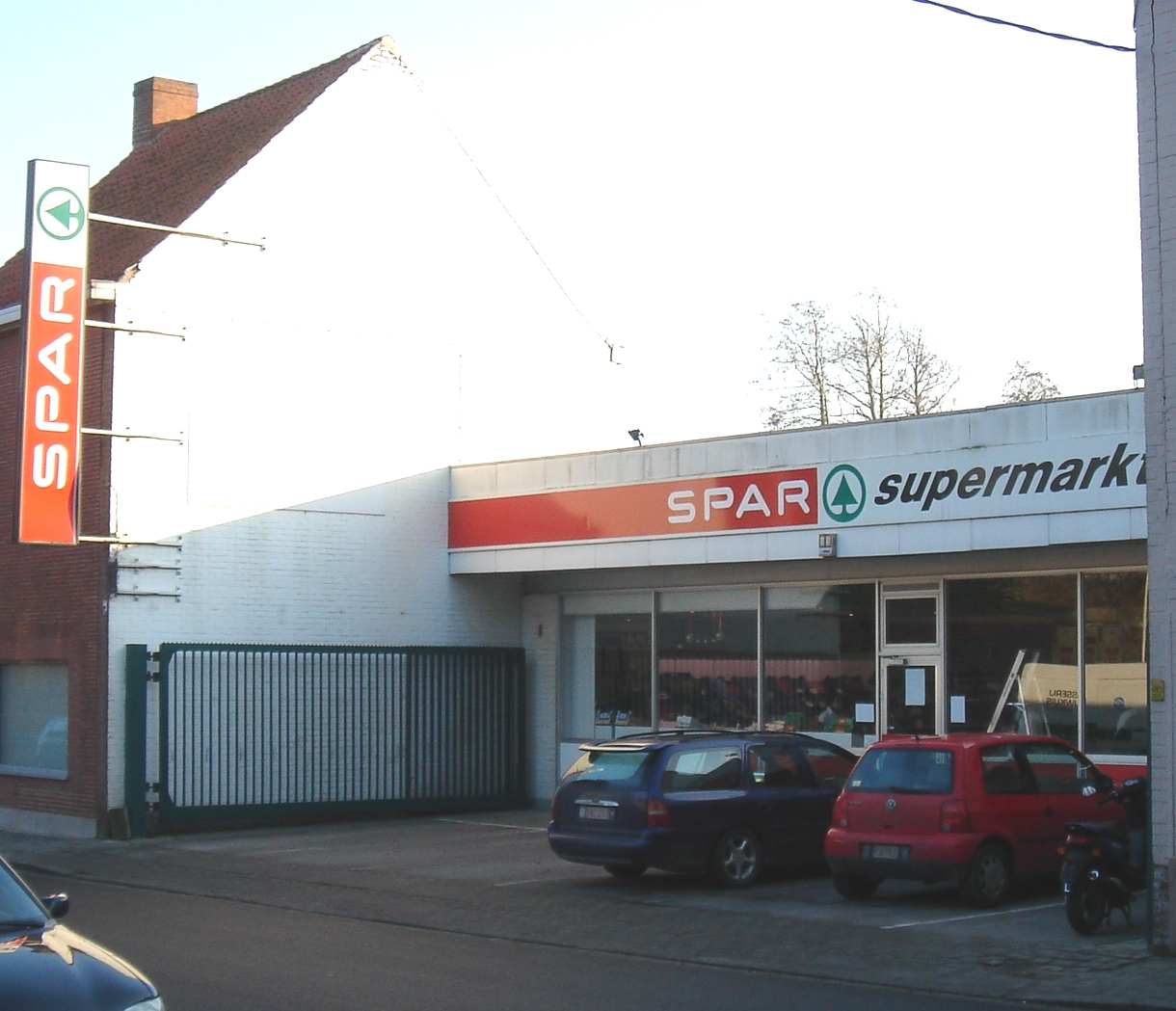
Supermarché Spar à Lendelede (Belgique).
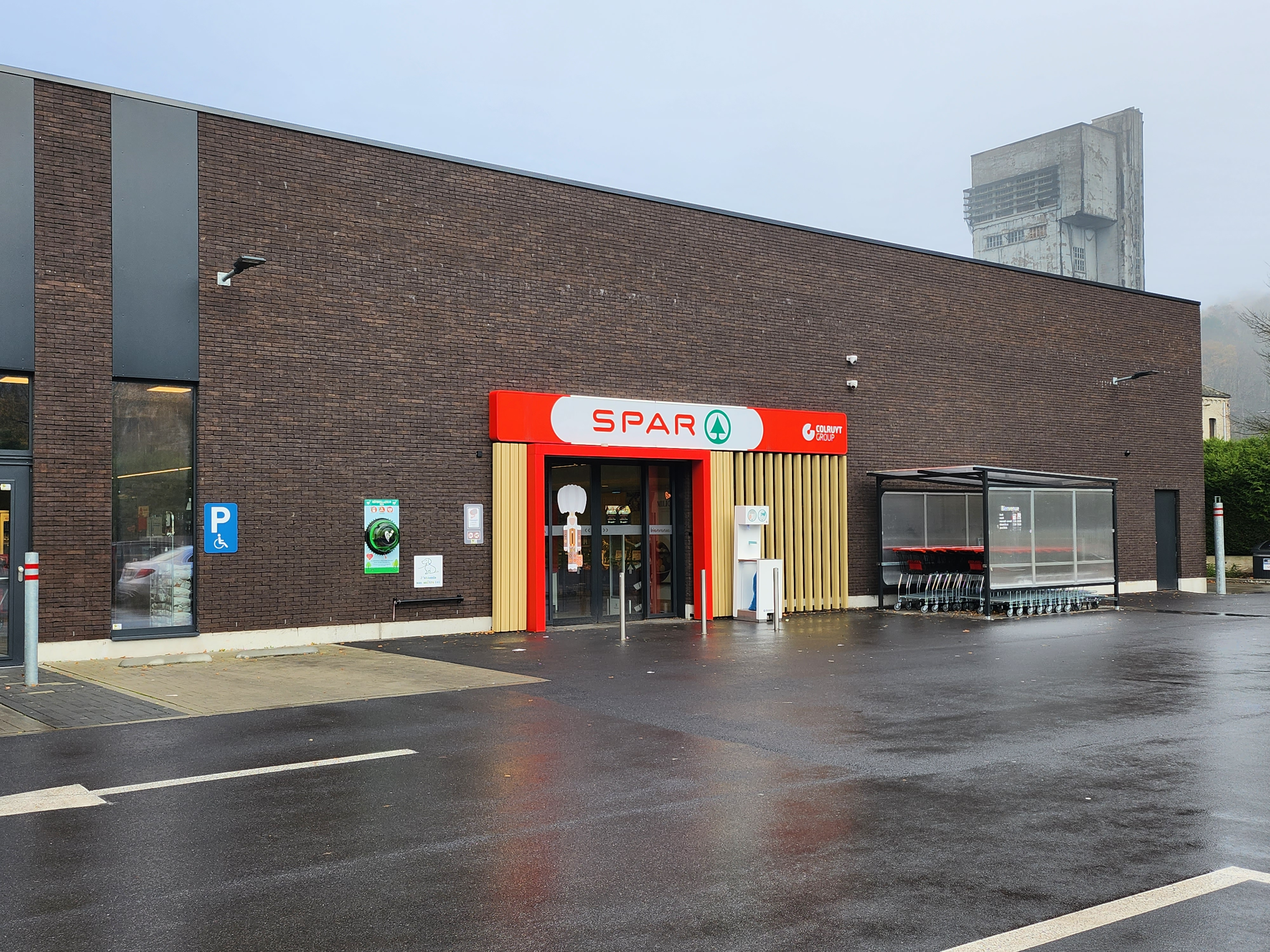
Supermarché Spar à Ressaix (Belgique).

### Concessions en Asie

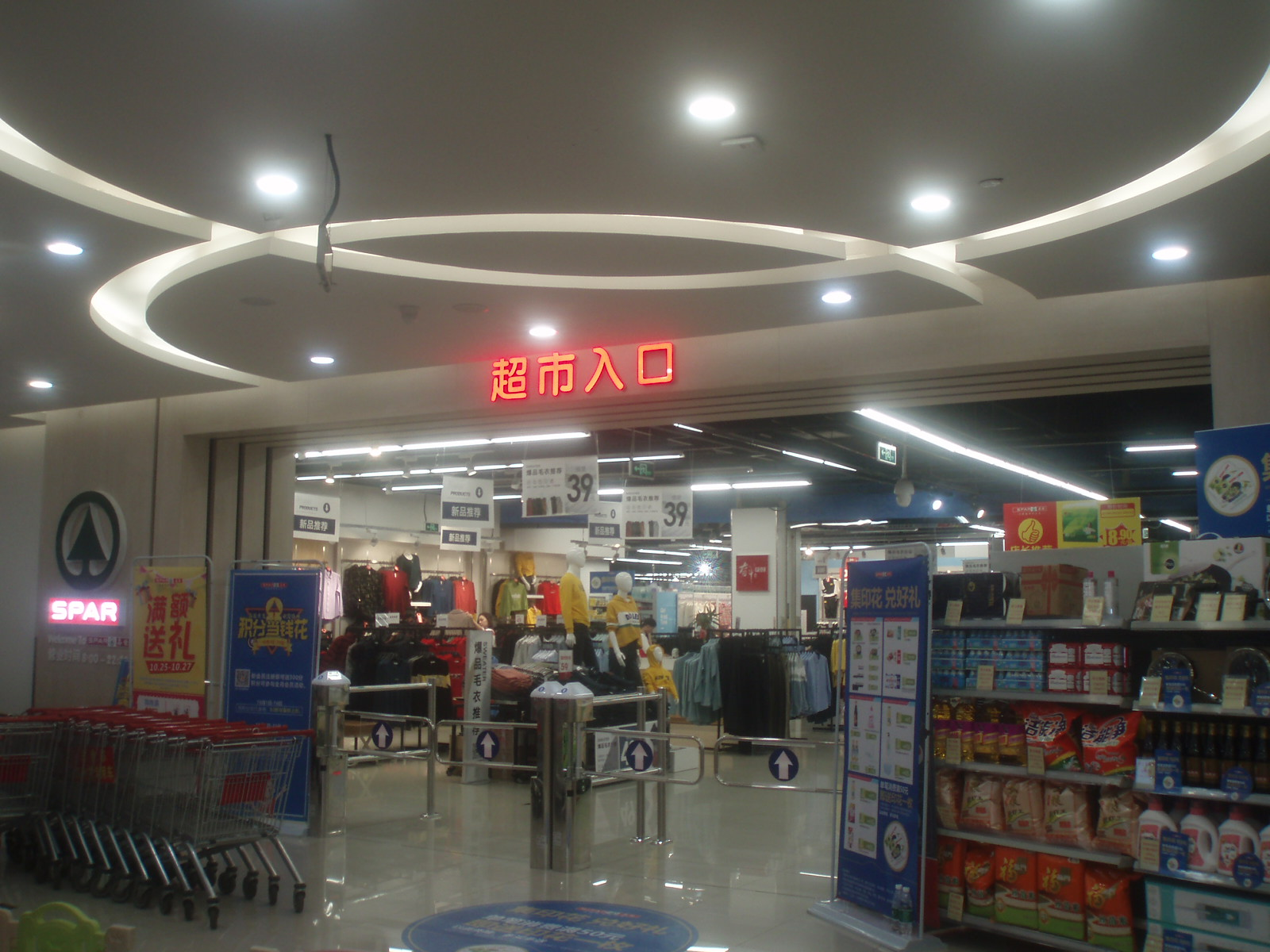
Un supermarché à Zhongshan, Guangdong, en Chine.

Max Hypermarkets a signé en 2007 un contrat de licence pour exploiter l'enseigne et les marques Spar en Inde.

### Statistiques de Spar International
| Pays                          | Année | Ventes (en k€) | Nombre de magasins | Surface de vente (en m2) | Ventes par zone (en €/m2) | Moyenne des magasins Taille (en m2) |
| ----------------------------- | ----- | -------------- | ------------------ | ------------------------ | ------------------------- | ----------------------------------- |
| Autriche                      | 1954  | 4 307 010      | 1 429              | 980 738                  | 4 392                     | 686                                 |
| Italie                        | 1959  | 3 788 681      | 1 892              | 798 707                  | 4 744                     | 422                                 |
| Royaume-Uni (Grande-Bretagne) | 1956  | 3 734 850      | 2 535              | 361 800                  | 10 323                    | 143                                 |
| Afrique du Sud                | 1963  | 2 643 232      | 794                | 736 434                  | 3 589                     | 927                                 |
| Allemagne                     | 1953  | 1 388 648      | 717                | 185 870                  | 7 471                     | 259                                 |
| Espagne                       | 1959  | 1 188 330      | 1 526              | 394 407                  | 3 013                     | 258                                 |
| Irlande                       | 1963  | 1 187 000      | 422                | 5                        | 10 458                    | 257                                 |
| Norvège                       | 1984  | 1 161 159      | 327                | 166 711                  | 6 965                     | 510                                 |
| Hongrie                       | 1992  | 975 883        | 204                | 236 041                  | 4 134                     | 1 236                               |
| Danemark                      | 1954  | 863 868        | 485                | 141 710                  | 6 096                     | 292                                 |
| France                        | 1955  | 834 198        | 900                | 220 483                  | 3 784                     | 251                                 |
| Japon                         | 1977  | 810 530        | 683                | 141 318                  | 5 736                     | 207                                 |
| Belgique                      | 1947  | 655 488        | 365                | 144 026                  | 4 551                     | 395                                 |
| Grèce                         | 1969  | 572 741        | 161                | 114 554                  | 5 000                     | 712                                 |
| Slovénie                      | 1991  | 552 800        | 69                 | 103 556                  | 5 338                     | 1 644                               |
| Finlande                      |       | 461 000        | 262                | 152 790                  | 3 017                     | 583                                 |
| République tchèque            | 1992  | 420 286        | 140                | 127 140                  | 3 306                     | 908                                 |
| Pays-Bas                      | 1932  | 377 061        | 298                | 89 198                   | 4 227                     | 299                                 |
| Suisse                        | 1989  | 295 402        | 149                | 57 434                   | 5 143                     | 385                                 |
| Russie                        | 2000  | 292 752        | 81                 | 44 481                   | 6 582                     | 549                                 |
| Zimbabwe                      | 1966  | 160 426        | 79                 | 42 682                   | 3 759                     | 540                                 |
| Pologne                       | 1995  | 60 388         | 50                 | 12 799                   | 4 718                     | 256                                 |
| Australie                     | 1994  | 55 792         | 46                 | 22 405                   | 2 490                     | 487                                 |
| Botswana                      | 2004  | 55 038         | 23                 | 16 972                   | 3 243                     | 738                                 |
| Namibie                       | 2004  | 54 046         | 22                 | 20 023                   | 2 699                     | 910                                 |
| Croatie*                      | 2005  | 49 140         | 3                  | 13 115                   | 3 747                     | 4 372                               |
| Chine*                        | 2005  | 30 000         | 17                 | 94 000                   | 319                       | 5 529                               |
| Maurice                       | 2000  | 16 681         | 6                  | 5 300                    | 3 147                     | 883                                 |
| Zambie                        | 2003  | 14 626         | 5                  | 11 801                   | 1 239                     | 2 360                               |
| Ukraine                       | 2002  | 13 651         | 8                  | 3 531                    | 3 866                     | 441                                 |
| Roumanie*                     | 2005  | 6 142          | 8                  | 13 945                   | 440                       | 1 743                               |
| Inde                          | 2004  | 5 000          | 5                  | 450                      | 11 111                    | 225                                 |
| Portugal                      | 2006  |                | 45                 |                          |                           |                                     |
| Nigeria                       | 2009  |                | 1                  |                          |                           |                                     |
| Seychelles                    | 2010  |                | 53                 |                          |                           |                                     |
| Total                         | Total | 27 040 849     | 14 632             | 5 567 927                | 4 856                     | 407                                 |